# Стівен Аллен Бенсон
Стівен Аллен Бенсон (англ. Stephen Allen Benson; 21 травня 1816 — 24 січня 1865) — ліберійський політик, другий президент Ліберії.

## Біографія
Попри те, що Бенсон народився в Меріленді, США, він став першим президентом Ліберії, дитинство якого пройшло в цій країні. Його родина виїхала до Ліберії 1822 року під час першої хвилі імміграції. Невдовзі всю сім'ю Бенсонів взяли в полон місцеві аборигени.
1835 року Стівен Бенсон влаштувався на роботу в міліцію, а вже 1842 став уповноваженим колоніальним консулом. 1847 року, після проголошення незалежності Ліберії, став суддею.
1853 року Бенсон обійняв посаду віцепрезидента при Джозефі Дженкинсі Робертсі, а 1856 став наступником останнього на посту президента незалежної Ліберії. 1857 року він анексував сусідню Республіку Меріленд. 1862 року Ліберію визнали Сполучені Штати, й того ж року Стівен Аллен Бенсон відвідав Європу. На відміну від своїх попередників, Бенсон знав мови місцевих племен та зумів налагодити з ними співпрацю.
Після завершення президентського терміну повернувся на свою плантацію в окрузі Гранд-Баса, де за рік помер.